# مایکل ویتوتر
مایکل ویتوتر (انگلیسی: Michael Wittwer؛ زادهٔ ۱۸ فوریهٔ ۱۹۶۷) بازیکن فوتبال اهل آلمان است.
از باشگاه‌هایی که در آن بازی کرده‌است می‌توان به باشگاه فوتبال کارلسروهه اشاره کرد.